# Thea Rasche
Thea Rasche, née le 12 août 1899 à Unna (Allemagne) et morte le 25 février 1971 est la première femme allemande pilote de voltige.

## Biographie
Rasche est née à Unna, dans la famille de quatre enfants de Wilhelm Rasche, propriétaire d'une brasserie, et de son épouse Théodora Versteegh. Après avoir fréquenté l'école de filles à Essen, elle a passé un an en pensionnat à Dresde, avant d'aller à l'école pour les femmes de Miesbach. Rasche a ensuite travaillé comme secrétaire à Hambourg, où elle s'intéresse au vol et en 1924, elle commence à prendre des leçons avec Paul Bäumer à Fuhlsbüttel. En 1925, elle obtient sa licence de pilote, et peu après est devenue la première femme allemande à passer l'examen de voltige, sur un Udet U 12 (en). Elle a ensuite participé comme pilote à des spectacles aériens et des compétitions en Allemagne.